# Marco Calvani
Marco Calvani (nascido em 11 de dezembro de 1980) é um dramaturgo, diretor, cineasta, tradutor e ator italiano.

## Biografia
Formado como ator desde a adolescência, Calvani estreou-se como dramaturgo em 2002 com “Quasi”, encomendado pelo Fórum Social Europeu.
"Strong Hands" foi a sua primeira peça a ser traduzida e apresentada com grande sucesso em toda a Europa. Seguiram-se encomendas do Festival Todi Arte, do Phoenix Theatre de Londres, do La MaMa Experimental Theatre Club de Nova Iorque, do Teatro di Roma, do Théâtre de la Ville de Paris e do Festival Grec de Barcelona.
Sua peça "The City Beneath" estreou em Nova Iorque no Sage Theatre em 2009. No mesmo ano, ele também escreveu e dirigiu "Penelope in Groznyj", apresentada pela primeira vez no Kunsthaus Tacheles de Berlim * e foi o único convidado europeu no Festival Internacional de Escritores e Leitores de Ubud, em Bali (Vídeo Oficial do Evento *).
Em 2011 obteve residência na Cité internationale des arts* de Paris e foi convidado pelo Théâtre de la Ville * para representar a Itália num projeto de escrita internacional. No mesmo ano recebeu o Siae Prize * como melhor dramaturgo do Festival de Spoleto.
Criou o projeto AdA (Autor Direção) com seu amigo e colega Neil LaBute, para o qual escreveu "Things of This World" (Festival dei Due Mondi de Spoleto*, Fringe Festival Madrid *, La MaMa Theatre *) Nova Iorque), "The Second Time" (Teatro Bienal de Veneza *, La MaMa Theatre Nova Iorque *, *) e "After the Dark" (Sala Beckett Barcelone *, La MaMa Theatre Nova Iorque *,)
Em 2013 o Teatro Metastasio Stabile della Toscana organizou uma retrospectiva da sua obra para a qual escreveu e dirigiu "I am Dracula". Em 2013, Glory Kadigan dirigiu a estreia em Nova Iorque de sua peça "Oil", pela qual foi agraciado com o Prêmio de Melhor Dramaturgia no Planet Connections Theatre Festivity Awards *. É fundador e diretor artístico do Mixò, centro cultural internacional que reúne jovens atores e escritores e promove obras originais para palco e cinema. Suas obras foram traduzidas e executadas em seis idiomas.
Ele é membro do Dramatists Guild of America e da Unidade de Dramaturgos/Diretores do Actors Studio. Ele é um artista residente permanente no La MaMa Experimental Theatre Club de Nova Iorque.
Em 2015 foi premiado com a Writer Fellowship da Edward F. Albee Foundation.
Mais recentemente, ele escreveu e dirigiu o filme "The View from Up Here" * (EUA/França, 2017), estrelado por Melissa Leo e Leïla Bekhti, baseado em sua peça homônima originalmente encomendada pelo The Actors Studio e dirigida por Estelle Parsons.
Sua peça "Beautiful Day Without You" foi encomendada pela Off-Broadway Origin Theatre Company e teve sua estreia mundial no West End Theatre de Nova Iorque em novembro de 2018, dirigida por Erwin Maas.
Ele ensina redação e atuação nos Estados Unidos e na Europa. Traduz do inglês e do francês para o italiano e é tradutor oficial de Theresa Rebeck, Bernard-Marie Koltès e Bryony Lavery.
Calvani se casou em 26 de dezembro de 2023 em São Paulo com o ator brasileiro Marco Pigossi, com quem mantém um relacionamento desde 2020.

## Peças e filmes

### Teatro (dramaturgo)
- Before We Fall Asleep (2019)
- Beautiful Day Without You (2018)
- After the Dark (2016)
- Maspeth (2016)
- The View from Up Here (2016)
- The Conference (2016)
- The Second Time (2014)
- I am Dracula (2013)
- Bad Faith (2012)
- Things of This World (2012)
- Nails (2010)
- Penelope in Groznyj (2009)
- The City Beneath (2009)
- Oil (2008)
- Io che non so che fine farò (2008)
- Strong Hands (2006)
- Low Life (2005)
- Te lo leggo negli occhi (2003)
- Quasi (2002)

### Teatro (diretor)
- I don't know what I can save you from por Neil LaBute (2016)
- Happy Hour por Neil LaBute (2014)
- I am Dracula por Marco Calvani (2013)
- Stockholm por Bryony Lavery (2013)
- Lovely Head por Neil LaBute (2011)
- Nails por Marco Calvani (2010)
- Penelope in Groznyj por Marco Calvani (2009)
- The city beneath por Marco Calvani (2009)
- Oil por Marco Calvani (2008)

### Filmes (ator)
- Tode Ti (2013)
- Borgia (2010)
- Il Commissario Manara (2011)
- Good Morning Headache (2008)
- Tutto come prima (2008)
- Family Game (2007)
- Caravaggio (2007)
- Sweet life (2005)
- Manuale d'amore (2004)
- Grandi domani (2004)
- Sandra Kristoff (2003)
- Su di me (2001)
- His Secret Life (2001)

### Filmes (escritor/diretor)
- High Tide (2024)
- A Better Half (2021)
- The View from Up Here (2017)

## Prêmios e subvenções
2019, The Studios of Key West (Residência Artística)
2018, Origin Theatre Company, Nova Iorque (comissão de peça)
2017, 42nd Samuel French, Inc. Short Play Festival, finalista de Nova Iorque com a peça "The View from Up Here"				
2015, Edward F. Albee Foundation, Nova Iorque (Bolsa de Escritor)
2015, Calcante Prize por “The Second Time”, Itália
2013, Melhor Dramaturgo por “Oil”, Planet Connections Theater Festivity Awards*, Nova Iorque
2011, Prix Marie de Paris, Cité Internationale des Arts (Residência Artística)
2011, SIAE Prize for Best Playwright, Itália